# Alois Estermann
Alois Estermann (Gunzwil, cantão de Lucerna, 29 de outubro de 1954 – Vaticano, 4 de maio de 1998) foi um oficial da Guarda Suíça que foi encontrado morto no seu apartamento no Vaticano. Estermann foi apontando em 1998 comandante interino da Guarda Suíça e no dia da sua morte tinha sido confirmado no cargo.
De acordo com o noticiado oficialmente pelo Vaticano, Estermann e a sua mulher Gladys Meza Romero, de origem venezuelana, foram mortos por um soldado da Guarda Suíça chamado Cédric Tornay, que cometeu suicídio após os assassinatos. Tornay tinha sido repreendido por faltas disciplinares e não lhe tinha sido concedida uma medalha que é habitual ser concedida aos elementos da guarda após três anos de serviço.
O Papa João Paulo II celebrou a missa fúnebre de Alois Estermann.
O militar fora em vida condecorado com a Ordem de Pio IX e a Sagrada Ordem Militar Constantiniana de São Jorge.